# Ferdinand Dreyfus
Pour les articles homonymes, voir Dreyfus.
Ne doit pas être confondu avec Ferdinand-Camille Dreyfus.
Ferdinand Dreyfus est un homme politique français, né le 5 mai 1849 à Paris et mort le 15 juillet 1915 dans la même ville.

## Biographie
Avocat, il est rédacteur au journal Le Siècle. Il est élu conseiller général dans le canton de Rambouillet, puis est député de Seine-et-Oise de 1880 à 1885, inscrit au groupe de l'Union républicaine. Battu en 1885, il enseigne à la Sorbonne et écrit de nombreux ouvrages sur l'assistance sociale et son histoire.
De 1909 à sa mort, il est sénateur de Seine-et-Oise, inscrit au groupe de l'Union républicaine. Reprenant les propositions de Paul Deschanel à la Chambre des députés, il dépose en 1910 une proposition de loi sur la justice pénale des mineurs puis est rapporteur au Sénat de la loi du 22 juillet 1912 sur les tribunaux pour enfants et adolescents et sur la liberté surveillée.

## Distinctions
- Officier de la Légion d'honneur (11 octobre 1906)[2]
- Chevalier de l'ordre du Mérite agricole

## Ouvrages
- L'Arbitrage international (préface de Frédéric Passy), Paris, C. Lévy, 1892, prix Montyon de l’Académie française en 1893.
- Misères sociales et études historiques, Paris, P. Ollendorff, 1901, prix Fabien de l’Académie française.
- Un philanthrope d'autrefois : La Rochefoucauld-Liancourt, 1747-1827, Paris, Plon-Nourrit et Cie, 1903, prix Montyon de l’Académie française en 1904.

## Sources
- « Ferdinand Dreyfus », dans Adolphe Robert et Gaston Cougny, Dictionnaire des parlementaires français, Edgar Bourloton, 1889-1891 [détail de l’édition]
- « Ferdinand Dreyfus », dans le Dictionnaire des parlementaires français (1889-1940), sous la direction de Jean Jolly, PUF, 1960 [détail de l’édition]
- Papiers personnels de Ferdinand Dreyfus, conservés aux Archives nationales sous la cote 346AP[3]
- Pierre-André MEYER, "Un homme politique face à l'affaire : le cas de Ferdinand DREYFUS", Archives juives, revue d'histoire de France n° 27/1, 1er semestre 1994, p. 26-44